# Diocesi di Giunca di Mauritania
La diocesi di Giunca di Mauritania (in latino Dioecesis Iuncensis in Mauretania) è una sede soppressa e sede titolare della Chiesa cattolica.

## Storia
Giunca di Mauritania, nell'odierna Algeria, è un'antica sede episcopale della provincia romana della Mauritania Cesariense.
Unico vescovo conosciuto di questa diocesi africana è Glorino, il cui nome appare al 1º posto nella lista dei vescovi della Mauritania Cesariense convocati a Cartagine dal re vandalo Unerico nel 484; Glorino, come tutti gli altri vescovi cattolici africani, fu condannato all'esilio. La sua posizione nella lista potrebbe far supporre che all'epoca questo vescovo fosse il primate della Mauritania Cesariense.
Alla conferenza di Cartagine del 411, che vide riuniti assieme i vescovi cattolici e donatisti dell'Africa romana, prese parte il donatista Valentiniano. Essendo documentato solo come episcopus Iuncensis, senza ulteriori specificazioni geografiche, questo vescovo potrebbe appartenere anche alla diocesi di Giunca di Bizacena.
Dal 1933 Giunca di Mauritania è annoverata tra le sedi vescovili titolari della Chiesa cattolica; dal 27 ottobre 2022 il vescovo titolare è Mykola Semenyšyn, vescovo ausiliare di Ivano-Frankivs'k.

## Cronotassi

### Vescovi residenti
- Valentiniano ? † (menzionato nel 411) (vescovo donatista)

- Glorino † (menzionato nel 484)

### Vescovi titolari
- Alquilio Alvarez Diez, O.A.R. † (13 giugno 1967 - 26 maggio 1978 dimesso)
- Sebelio Peralta Álvarez † (5 marzo 1979 - 19 aprile 1990 nominato vescovo di Villarrica del Espíritu Santo)
- Darío de Jesús Monsalve Mejía (7 ottobre 1993 - 25 luglio 2001 nominato vescovo di Málaga-Soatá)
- Luis Sáinz Hinojosa, O.F.M. † (12 settembre 2001 - 8 ottobre 2022 deceduto)
- Mykola Semenyšyn, dal 27 ottobre 2022